# Libnotes samoënsis
Libnotes samoënsis är en tvåvingeart. Libnotes samoënsis ingår i släktet Libnotes och familjen småharkrankar.

## Underarter
Arten delas in i följande underarter:
- L. s. baliensis
- L. s. idjensis
- L. s. samoënsis